# Esmeraldas (Brazilië)
Esmeraldas is een gemeente in de Braziliaanse deelstaat Minas Gerais. De gemeente telt 58.889 inwoners (schatting 2009).

## Aangrenzende gemeenten
De gemeente grenst aan Betim, Cachoeira da Prata, Capim Branco, Contagem, Florestal, Fortuna de Minas, Juatuba, Matozinhos, Pará de Minas, Pedro Leopoldo, Ribeirão das Neves en Sete Lagoas.